# Euagathis intermedia
Euagathis intermedia är en stekelart som beskrevs av Per Abraham Roman 1913. Euagathis intermedia ingår i släktet Euagathis och familjen bracksteklar. Inga underarter finns listade i Catalogue of Life.